# 51ª Divisão (Highland)
A 51ª Divisão (Highland)  foi uma divisão de força territorial britânica que lutou na Frente Ocidental, durante a Primeira Guerra Mundial.
- Este artigo foi inicialmente traduzido, total ou parcialmente, do artigo da Wikipédia em inglês cujo título é «51st (Highland) Division (World War I)», especificamente desta versão.